# ABC Spark
ABC Spark es un canal especializado en inglés canadiense propiedad de Corus Entertainment. El canal se lanzó el 23 de marzo de 2012, reemplazando al canal de televisión Dusk.
ABC Spark se basa en el canal de suscripción estadounidense Freeform (anteriormente conocido como ABC Family) y consiste principalmente en programación dirigida a adolescentes y preadolescentes, así como programas dirigidos a algunas comedias de situación. El nombre del canal y varios programas tienen licencia de la subsidiaria de ABC Family Worldwide, Walt Disney Television , una subsidiaria de The Walt Disney Company.

## Historia

### Anuncio y lanzamiento (2011-2012)
El anuncio de la formación de ABC Spark se produjo el 26 de octubre de 2011, como parte de un acuerdo de licencia de programa entre Corus Entertainment y The Walt Disney Company. El uso del nombre "ABC Spark", a diferencia de "ABC Family", presumiblemente es para evitar cualquier confusión con Family Channel, que en ese momento transmitía programación del hermano de ABC Family, Disney Channel. La licencia de transmisión del canal, tentativamente conocida entonces como Harmony, fue aprobada por la Comisión Canadiense de Radio, Televisión y Telecomunicaciones (CRTC) en febrero de 2012.
Los programas seleccionados de ABC Family que se programaron para transmitirse en ABC Spark comenzaron a transmitirse en bloques especiales de adelanto antes del lanzamiento de la red a partir del 26 de enero de 2012, en los canales YTV, W Network y CMT de Corus, ya que ellos y los demás canales de Corus, los canales propios transmiten comerciales sobre el canal. El canal era propiedad de Corus (51%) y Shaw Media (49%) en su lanzamiento el 26 de marzo de 2012.

### Transferencia de la licencia de ABC Spark; Adquisición de Corus de la participación en la propiedad de Shaw Media (2013)
Poco después del lanzamiento del canal, la CRTC publicó un aviso de una solicitud pendiente para transferir la licencia de ABC Spark a la empresa numerada que anteriormente era propietaria de Dusk, que es propiedad en un 51% de Corus y en un 49% de Shaw Media. Sin embargo, el 4 de marzo de 2013, Corus Entertainment anunció que adquiriría la participación del 49% de Shaw Media en ABC Spark, en una transacción más grande que vería a Corus adquirir también la participación del 50% de Shaw en Historia y SériesPlus. mientras que Corus vendería su participación del 22,58% en Food Network. En total, Shaw recibiría ingresos netos de aproximadamente $95 millones en efectivo. La venta de la parte de ABC Spark se cerró en abril de 2013.

### Relación ampliada con Disney; primera serie original (2015-2016)
En abril de 2015, Corus Entertainment anunció que expandiría su relación con Disney y Corus adquirió los derechos de la programación de Disney Channel y las marcas relacionadas, lo que resultó en el lanzamiento de una versión canadiense de Disney Channel y el relanzamiento de versiones de Disney Junior. y Disney XD después de que DHX Media decidiera no renovar su acuerdo para emitir los programas del catálogo de programación de Disney.
En octubre de 2015, ABC Family anunció planes para cambiar su nombre a "Freeform" en enero de 2016. ABC Spark no adoptó el nombre de Freeform, pero adoptó las imágenes en el aire utilizadas por la red estadounidense.
A fines de octubre de 2015, ABC Spark tuvo su primera serie original titulada Cheer Squad, una serie de docu-reality que se estrenó por primera vez el 5 de julio de 2016.

## Programación
ABC Spark transmite la mayoría de los programas originales producidos para Freeform en los Estados Unidos (Pretty Little Liars: The Perfectionists se estrena en W Network, incluidas sus propias versiones de los eventos 31 Nights of Halloween y 25 Days of Christmas, que transmiten especiales programación durante el período previo a sus respectivas vacaciones. La programación diaria del canal consiste principalmente en comedias de situación y dramas adquiridos, así como programas sindicados de otros canales propiedad de Corus.